# Marcel-André Buffet
Marcel-André Buffet (ur. 14 maja 1922 w Arras, zm. 20 sierpnia 2009 w Boulogne-Billancourt) – francuski żeglarz, olimpijczyk w regatach na letnich igrzyskach olimpijskich w 1964 roku w Tokio w klasie Latający Holender.  Wczesne lata swojego życia spędził w domu w Meulan nad brzegiem Sekwany i jak sam powiedział, nie miał innego wyboru, jak pasjonować się żeglarstwem.
Startował w wielu klasach: Latający Holender, Soling, Star, to najmocniej związany był z klasą 5O5 na której startował od 1958 roku, aż do końca swojego życia z wieloma sukcesami. W 2007 roku został wybrany Honorowym Prezydentem klasy 5O5.
26 września 2009 roku jego prochy zostały rozsypane w Sekwanie w jego ulubionym klubie Cercle de Voile de Paris w Les Mureaux.

## Wyniki

### Igrzyska olimpijskie
| Rok  | Miejsce             | Medal | Ranga                            | Startujących |
| ---- | ------------------- | ----- | -------------------------------- | ------------ |
| 1964 | Tokio zatoka Sagami | 7     | Letnie Igrzyska Olimpijskie 1964 | 21           |

### Klasa 5O5
Tabela zawiera tylko wybrane starty, ukończone na medalowych pozycjach. Wszystkich regat, w których brał udział w tej klasie, jest ponad 100.
| Rok  | Miejsce            | Medal | Ranga                         | Startujących |
| ---- | ------------------ | ----- | ----------------------------- | ------------ |
| 1959 | Cork               | złoto | Mistrzostwa Świata            |              |
| 1960 | La Baule-Escoublac | złoto | Mistrzostwa Świata            |              |
| 1968 | Kilonia            | brąz  | Mistrzostwa Świata            | 75           |
| 1974 | Wielka Brytania    | złoto | Mistrzostwa Wielkiej Brytanii |              |
| 1975 | Hamilton           | brąz  | Mistrzostwa Świata            | 69           |
| 1975 | Silvaplana         | brąz  | Mistrzostwa Europy            |              |